# Phyllosticta fraxinicola
Phyllosticta fraxinicola är en svampart som först beskrevs av Curr., och fick sitt nu gällande namn av Pier Andrea Saccardo 1884. Phyllosticta fraxinicola ingår i släktet Phyllosticta och familjen Botryosphaeriaceae.   Inga underarter finns listade i Catalogue of Life.